# Aspidoecia normani
Aspidoecia normani är en kräftdjursart som beskrevs av Giard och Bonnier 1889. Aspidoecia normani ingår i släktet Aspidoecia, och familjen Nicothoidae. Arten har ej påträffats i Sverige.